# Toxiclionella haliplex
Toxiclionella haliplex là một loài ốc biển, là động vật thân mềm chân bụng sống ở biển thuộc họ Clavatulidae.

## Hình ảnh

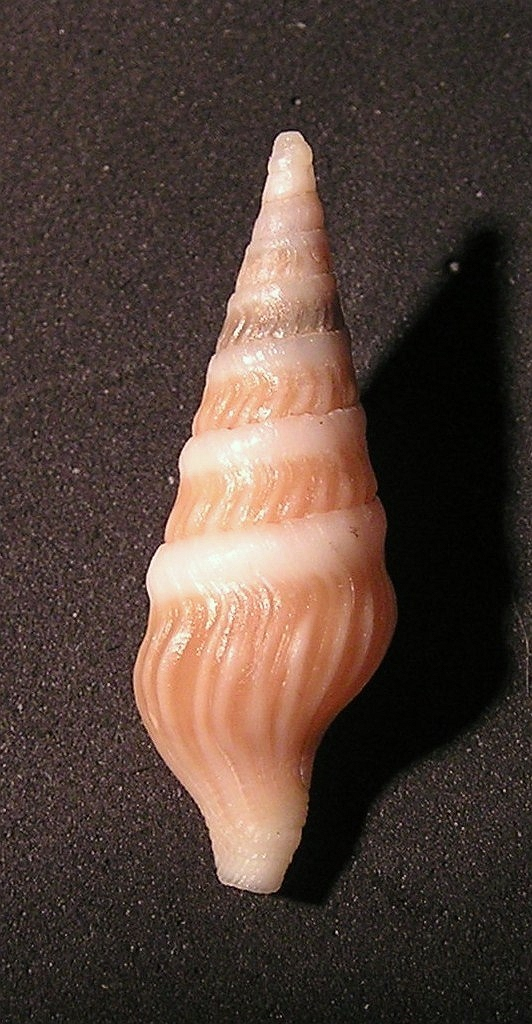